# ビルト・イン・スタビライザー
ビルト・イン・スタビライザーとは、財政自体に備わっている、景気を自動的に安定させるプロセス（装置）のこと。
補整的公共投資政策などの投資的財政政策に比べ、タイム・ラグがない。所得税における累進課税を強化するほどその効果は大きい。
また、歳出を一定額に固定する、あるいは増加率を固定するなどによっても安定化機能は果たせる。「景気の自動調節弁」とも言う。

## ビルト・イン・スタビライザーのプロセス

### 恒等式からの分析
一般に、ある国民経済においては
国民所得=総消費+財政支出+民間投資+（輸出-輸入）...(1)
総消費+総税払+総貯蓄=総消費+財政支出+民間投資+（輸出-輸入）...(2)
(総消費-総消費)+(総税払-財政支出)+(総貯蓄-民間投資)=(輸出-輸入)...(3)
財政収支+民間純貯蓄=経常収支...(4)
となる。
仮に民間投資が減少したとすると、財政収支と経常収支がそのままの場合、総貯蓄が減少することになる。(3)(4)より総貯蓄の減少は、消費性向を通して総消費の減少を意味し、民間投資の減少と併せて国民所得の減少（不況）を起こす。
しかし、国民所得の減少は通常、税収の減少にもつながるため、財政収支も悪化する。すると総貯蓄の減少は、財政収支がそのままの場合に比べて、軽微で済み、国民所得の減少も緩やかになる。また、輸入も国民所得に比例する傾向があるため、経常収支を通すことで貿易にもスタビライザー効果が見られる。

### 数式モデルからの分析
民間投資が15の場合は、国民所得に応じた税制の国も国民所得と無関係な税制である国も違いはないが、民間投資が5の場合は同額の総投資減少に対して、国民所得に比例した税制を持つ国のほうが景気の落ち込み方は緩やかになる。これは、歳出を固定しているだけでも、税収減により財政赤字になり、財政政策を自動的に発動していることになるためである。バブル崩壊後の日本においても、急速な税収減少が景気の落ち込みを限定的なものにした。一方、財政均衡を守ろうとするとスタビライザー効果は失われ景気の落ち込みは激しくなる。
| 税制                   | モデル | 民間投資が15の場合の解                                                                       | 民間投資が5の場合の解                                                                         |
| ---------------------- | --- | -------------------------------------------------------------------------------------------- | --------------------------------------------------------------------------------------------- |
| 国民所得に応じた税制   | - 国民所得：{\displaystyle Y=C+I+G} - 総消費：{\displaystyle C=c(Y-T)} - 総投資：{\displaystyle I=15} - 財政投資：{\displaystyle G=25} - 税収：{\displaystyle T=tY} - 消費性向：{\displaystyle c=0.8} - 税率：{\displaystyle t=0.25} | - {\displaystyle Y=2.5(15+25)=100} - {\displaystyle C=60} - {\displaystyle T-G=0} ※財政収支  | - {\displaystyle Y=2.5(5+25)=75} - {\displaystyle C=45} - {\displaystyle T-G=-6.75} ※財政収支 |
| 国民所得と無関係な税制 | - 国民所得：{\displaystyle Y=C+I+G} - 総消費：{\displaystyle C=c(Y-T)} - 総投資：{\displaystyle I=15} - 財政投資：{\displaystyle G=25} - 税収：{\displaystyle T=25} - 消費性向：{\displaystyle c=0.8}                                | - {\displaystyle Y=5(15+25-20)=100} - {\displaystyle C=60} - {\displaystyle T-G=0} ※財政収支 | - {\displaystyle Y=5(5+25-20)=50} - {\displaystyle C=30} - {\displaystyle T-G=0} ※財政収支    |

## ビルト・イン・スタビライザーとインフレ
インフレーションが進行する中では、歳出を固定したり増加額を一定率にしたりすることでインフレーションを押さえ込むというスタビライザー効果が期待される。
これは、不景気時の逆で、インフレーションが財政収支改善をもたらし自動的に緊縮財政効果をもたらすからである。
ただ、インフレ率よりも低い歳出増加率を余儀なくされるため、財政上投入可能な資源が減少する(実質歳出の低下)。

## ビルト・イン・スタビライザーの例
累進課税制度
個人の所得に課税される所得税は、所得金額が増加すると税率が高くなる。このため、景気拡大によって賃金が上昇すると所得税額が大きく増加し、可処分所得の増加を抑制して消費の拡大（＝さらなる景気の過熱）を抑える効果がある。政府の税収は景気拡大に伴って大きく増加するが、歳出を一定にしていれば財政収支の黒字幅拡大（赤字の縮小）が起こり、総需要を抑制するように働く。
失業に対する救済制度
雇用保険によって失業者には一定期間、給付金が支給される。失業者は所得がなくなれば消費水準を大きく低下させるしかなく、経済全体にとってはこれが消費の減少となってさらに景気悪化を招く効果がある。雇用保険によって失業者にある程度の収入を提供することで、消費水準の低下は小幅なものとなり、景気変動を小さくすることができる。雇用保険は政府が実施しているが、好況期など失業者が少ない時期には、雇用保険による失業給付が少なく保険料収入は多いので雇用保険の黒字が拡大（赤字は縮小）する。一方、不況期などに失業者が増加すれば、失業等給付が増加し、保険料収入が減少するので、黒字が縮小（赤字拡大）する。この場合においては、失業等給付のための基金が緩衝材の役割を果たしている。